# Jaguariúna
Jaguariúna is een gemeente in de Braziliaanse deelstaat São Paulo. De gemeente telt 41.107 inwoners (schatting 2009).

## Aangrenzende gemeenten
De gemeente grenst aan Amparo, Campinas, Holambra, Paulínia, Pedreira en Santo Antônio de Posse.